# O-Boken
O-Boken är en årsbok om svensk och internationell orientering och skidorientering. Utkom första gången 2004. Senaste utgåvan, den femtonde i ordningen, utkom i mars 2019. Grundare är journalisterna Erik Borg, Johnny Fransson och Vidar Benjaminsen. Förebild var den norska O-Boka, startad av just Borg och Benjaminsen.[källa behövs]
Bland andra frilansfotograferna Christer Dahlin, Maria Broström och Per Nylander har arbetat med boken. Även frilansjournalisten Emanuel Winblad var inblandad i 2007, 2008 och 2009 års utgåvor.
O-boken är en periodisk publikation som har ett internationellt standard nummer, ISSN 1654-2630.